# Trojak (Góry Złote)
Trojak (wys. 766 m n.p.m., niem. Dreiecker) – rozległy, szczyt w Górach Złotych, w Sudetach Wschodnich, wznoszący się nad Lądkiem-Zdrojem. Na szczycie atrakcyjny punkt widokowy, z którego rozciąga się widok na niemal całą Kotlinę Kłodzką.

## Geografia
Trojak wznosi się nad uzdrowiskową częścią Lądka-Zdroju, część zabudowań miasta wspina się na jego zachodnie zbocze. Dla kuracjuszy stanowi on częsty cel wycieczek. Opasany jest dwiema pętlami dróg nazywanymi Wielką Okólną i Małą Okólną, między którymi prowadzi kilka ścieżek trawersujących zbocze. Drogami tymi, ku Przełęczy Karpowskiej wiodła dawniej odnoga Solnej Drogi z Kłodzka na Morawy.

## Budowa geologiczna
Góra zbudowana jest ze skał metamorficznych, głównie różnych odmian gnejsów, należących do metamorfiku Lądka i Śnieżnika.

## Roślinność
Góra jest prawie w całości zalesiona wilgotnym borem świerkowym z domieszką buka, modrzewia, jodły i jesionu. Na północno-zachodnim stoku, tuż powyżej zabudowań Lądka-Zdrój, wzdłuż potoku Jadwiżanka położone jest Arboretum im. Mieczysława Wilczkiewicza.

## Infrastruktura
Na stromym północno-zachodnim zboczu wybudowano w 1979 r. orczykowy wyciąg narciarski "Wartek" (długość 440 m, różnica wysokości 99 m). W 2022 na szczycie góry wybudowano platformę widokową.

## Skałki i wspinaczka
Gnejsy, z których zbudowana jest góra częściowo wystają ze stoku tworząc wychodnie, atrakcyjne turystycznie i wspinaczkowo. Skały te, razem ze Stołowymi Skałami na zboczu Królówki są opisywane w literaturze pod wspólną nazwą Skałki Lądeckie. Wytyczono w nich blisko 80 dróg wspinaczkowych zakładając wzdłuż nich stałe punkty asekuracyjne (tzw. spity).
W skład grupy skał na szczycie Trojaka wchodzą:
- Trojan – masyw o płaskim wierzchołku i wysokości 27 m, b. dobry punkt widokowy, z którego roztacza się szeroka panorama na Lądek i dolinę Białej Lądeckiej, obsadzony w XIX w. kosodrzewiną,
- Szyb (niem. Höllenschlucht) – baszta o wysokości 10 m,
- Skalny Mur (niem. Felsenwand) – 765 m n.p.m., grzęda o długości ok. 100 m i wysokości 10–14 m,
- Trzy Baszty – 750 m n.p.m., grań o długości 19 m, wysokości 9 m i szerokości 5–8 m,
- Skalna Brama – 742 m n.p.m., masywna skała wysokości 22–30 m z efektownym pęknięciem długości ok. 27 m.

Nieco dalej, na północno-zachodnim stoku leżą skały nazywane Samotnia (635 m n.p.m.) i Samotnik (665 m n.p.m.).

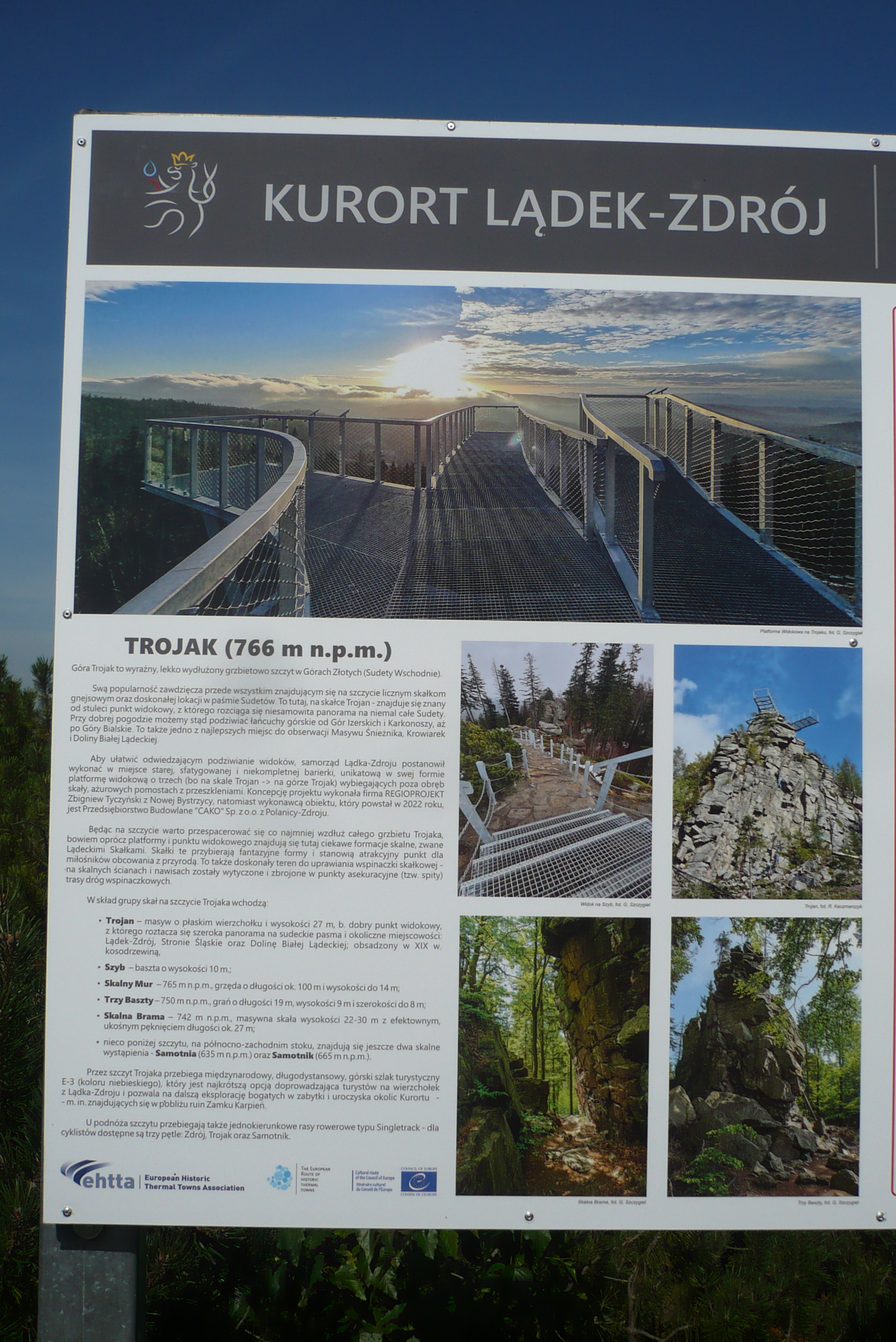
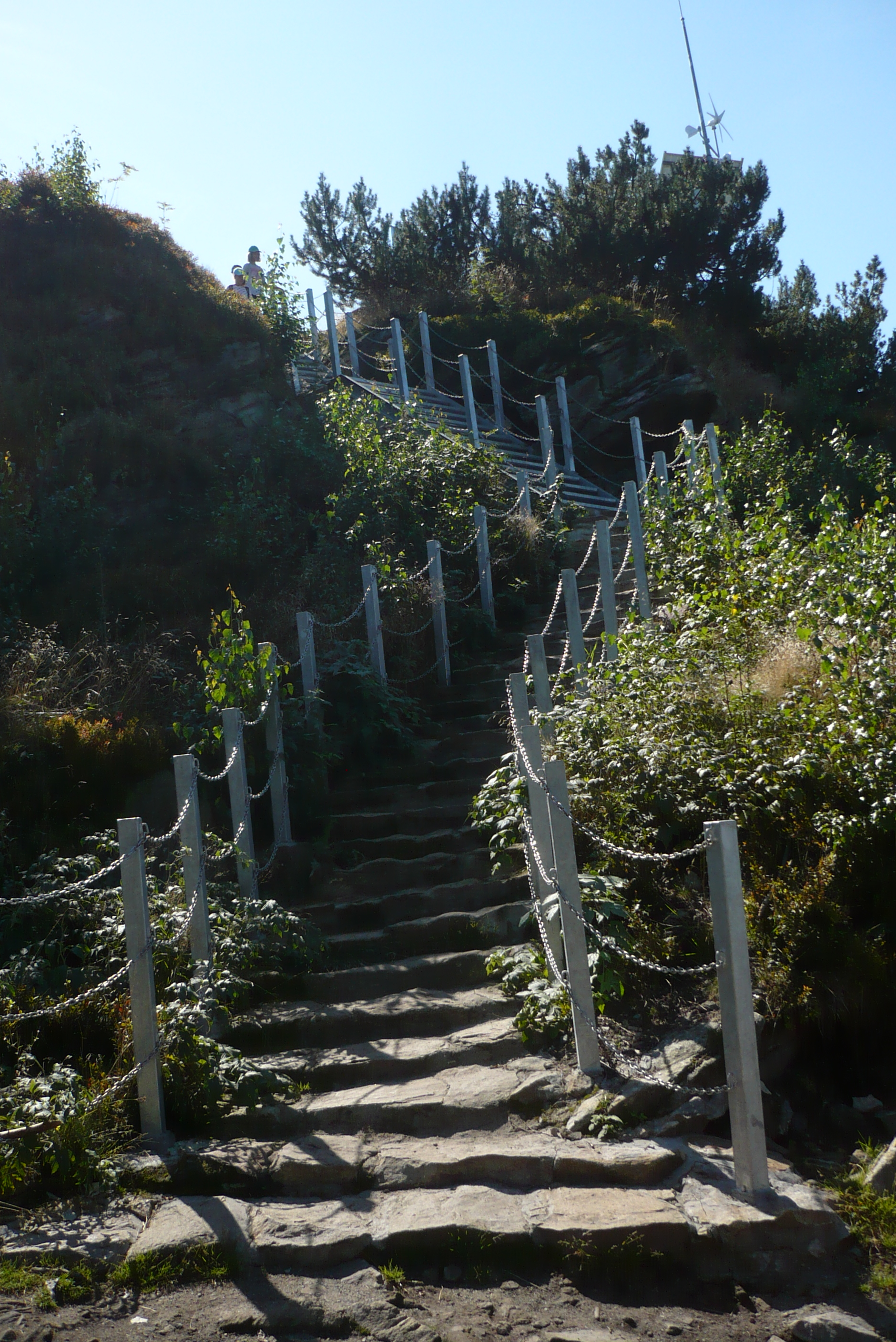
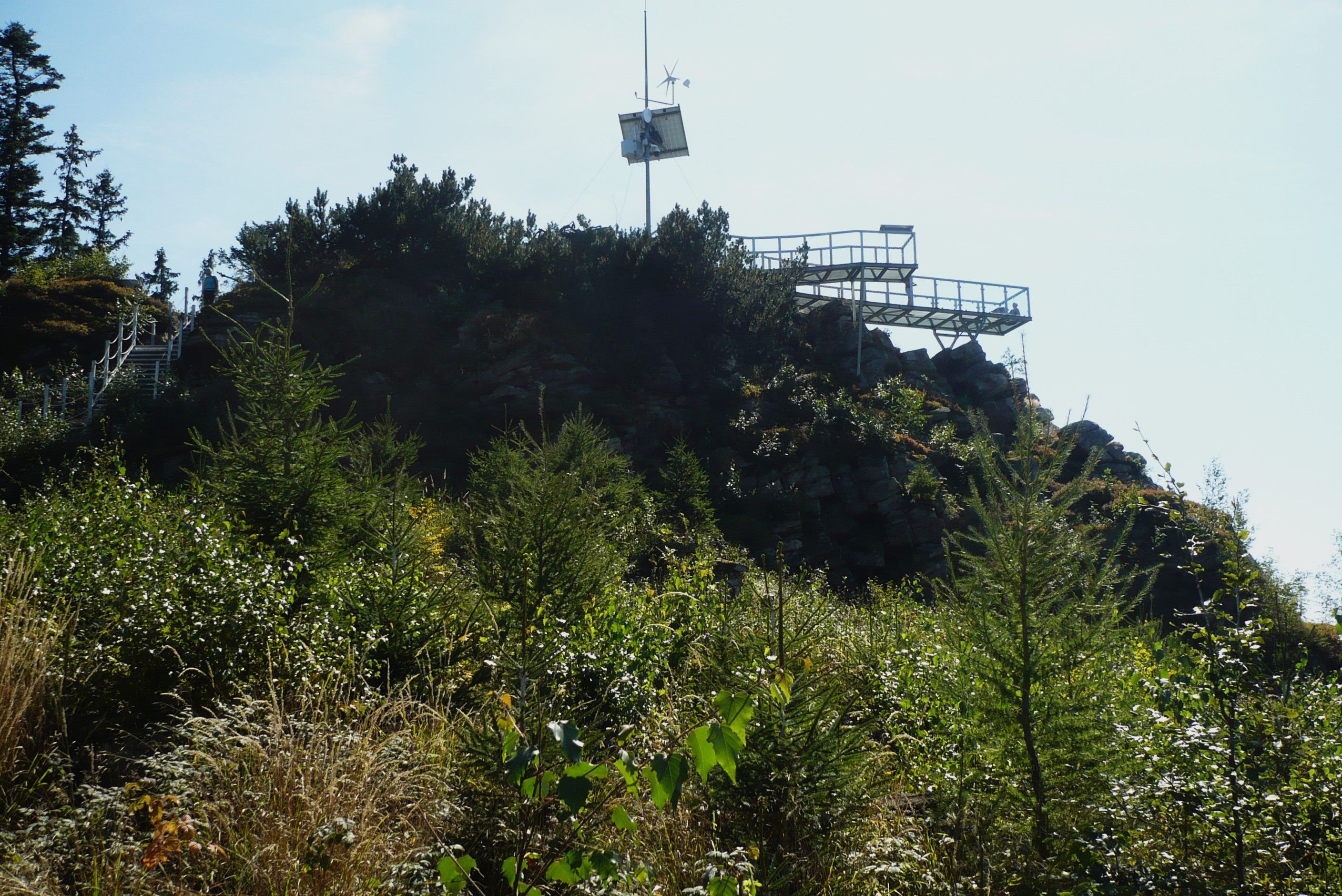
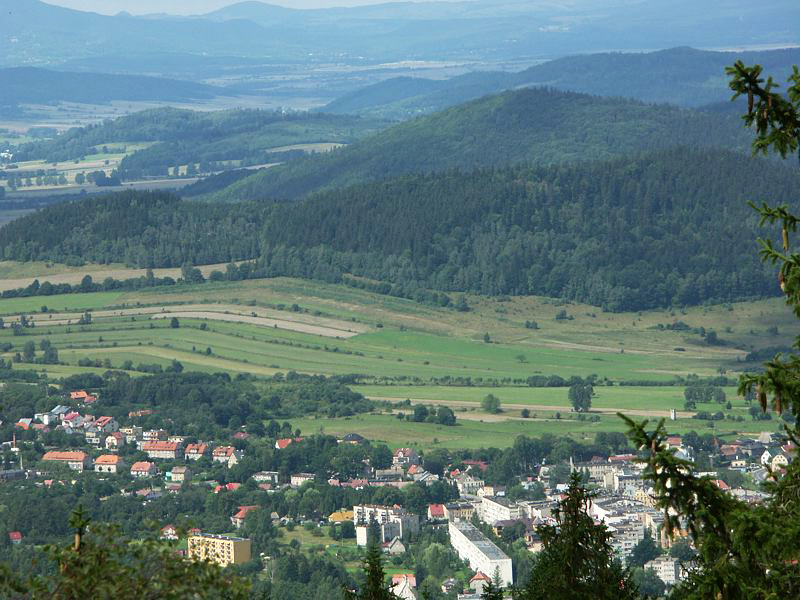
Widok ze skały na Lądek
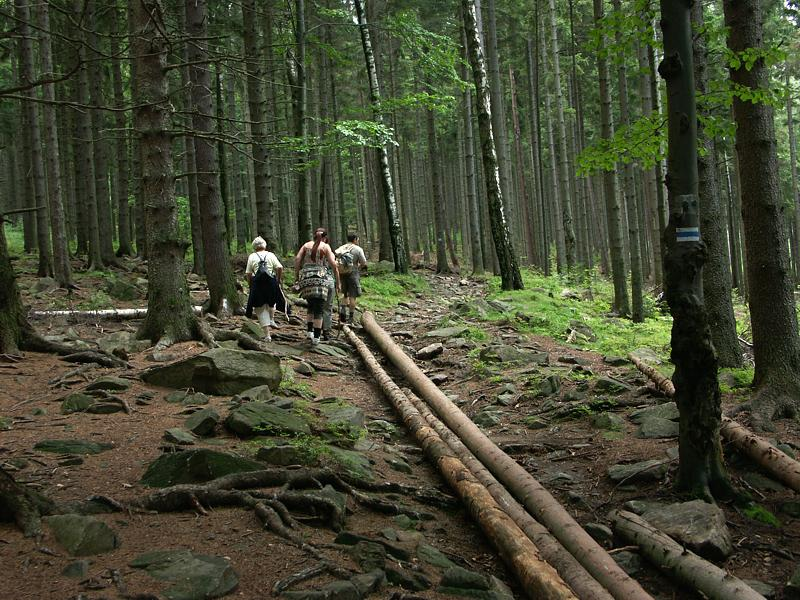
Podejście od strony Lądka-Zdroju

## Turystyka
Przez Trojak przechodzą znakowane szlaki turystyczne, ścieżki krajoznawcze. Na stokach urządzono górskie ścieżki rowerowe. Na południe od szczytu, na przełęczy Kobyliczne Siodło znajduje się skrzyżowanie dróg leśnych tzw. Rozdroże Zamkowe, przez które przebiegają szlaki turystyczne.
- Niebieski z Lądka-Zdroju do Starego Gierałtowa (międzynarodowy szlak E3)
- Zielony z Przełęczy Lądeckiej do Przełęczy Gierałtowskiej,
- Czerwona ścieżka krajoznawcza biegnąca pętlą: Lądek-Zdrój, zamek Karpień, Stołowe Skały, Stójków, Ladek-Zdrój.

O kwadrans drogi od rozdroża znajdują się warte odwiedzenia miejsca:
- ruiny zamku Karpień,
- leśny kościółek pw. Matki Bożej od Zagubionych w dawnej wsi Karpno.
- Niebieska ścieżka krajoznawcza biegnie zboczem Trojaka z Lądka-Zdroju do Zielonej Polany na stoku Królówki.